# Cyclisme aux Jeux panaméricains de 1983
Navigation
Jeux panaméricains de 1979 Jeux panaméricains de 1987
Les compétitions de cyclisme des Jeux panaméricains de 1983 se sont déroulées du 21 au 29 août à Caracas, Venezuela.

## Podiums

### Courses sur route
| Compétitions       | Or                  | Argent                       | Bronze              |
| ------------------ | ------------------- | ---------------------------- | ------------------- |
| Course en ligne    | Rosendo Ramos (MEX) | Carlos Mario Jaramillo (COL) | Gustavo Parra (VEN) |
| 100 km par équipes | États-Unis          | Cuba                         | Venezuela           |

### Courses sur piste
| Compétitions           | Or                  | Argent                  | Bronze                                                                           |
| ---------------------- | ------------------- | ----------------------- | -------------------------------------------------------------------------------- |
| Kilomètre              | Rory O'Reilly (USA) | Marcelo Alexandre (ARG) | David Weller (JAM)                                                               |
| Vitesse                | Nelson Vails (USA)  | Leslie Barczewski (USA) | José Urquijo (CHI)                                                               |
| Poursuite individuelle | David Grylls (USA)  | José Ruiz (VEN)         | Gabriel Curuchet (ARG)                                                           |
| Poursuite par équipes  | États-Unis          | Cuba                    | Brésil Antonio Carlos Hunger Fernando Louro (de) Hans Fischer (en) Mauro Ribeiro |
| Course aux points      | Johan Beckman (USA) | Juan Curuchet (ARG)     | Peter Aldrige (JAM)                                                              |